# Анте Вукичевич
Анте Вукичевич (24 лютого 1993) — хорватський ватерполіст.
Призер Чемпіонату світу з водних видів спорту 2019 року.